# Sawyer Fredericks
Pour les articles homonymes, voir Fredericks (homonymie).
 (décembre 2016).
Sawyer Fredericks est un chanteur américain, ayant remporté la huitième saison du télé-crochet américain The Voice, âgé de 15 ans seulement à l'époque.

## Performances lors de The Voice
Studio version of performance reached the top 10 on iTunes
| Stage                    | Chanson                                          | Artiste                      | Date              | Ordre | Résultat                                     |
| ------------------------ | ------------------------------------------------ | ---------------------------- | ----------------- | ----- | -------------------------------------------- |
| Blind Audition           | "I Am a Man of Constant Sorrow"                  | Dick Burnett                 | February 23, 2015 | N/A   | All Four Chairs Turned. Joined Team Pharrell |
| Battle Rounds (Top 48)   | "Have You Ever Seen the Rain" (vs. Noelle Bybee) | Creedence Clearwater Revival | March 17, 2015    | N/A   | Saved by Coach                               |
| Knockout Rounds (Top 32) | "Collide" (vs. Mia Z & Paul Pfau)                | Howie Day                    | March 23, 2015    | N/A   | Saved by Coach                               |
| Live Playoffs (Top 20)   | "Trouble"                                        | Ray LaMontagne               | April 6, 2015     | 10    | Saved by Public Vote                         |
| Live Top 12              | "Imagine"                                        | John Lennon                  | April 13, 2015    | 6     | Saved by Public Vote                         |
| Live Top 10              | "Iris"                                           | Goo Goo Dolls                | April 20, 2015    | 9     | Saved by Public Vote                         |
| Live Top 8               | "Simple Man"                                     | Lynyrd Skynyrd               | April 27, 2015    | 6     | Saved by Public Vote                         |
| Live Top 6               | "Shine On"                                       | May Erlewine                 | May 4, 2015       | 6     | Saved by Public Vote                         |
| Live Top 6               | "Take Me to the River"                           | Al Green                     | May 4, 2015       | 11    | Saved by Public Vote                         |
| Live Top 5 (Semi-Finals) | "For What It's Worth"                            | Buffalo Springfield          | May 11, 2015      | 5     | Saved by Public Vote                         |
| Live Top 5 (Semi-Finals) | "A Thousand Years"                               | Christina Perri              | May 11, 2015      | 10    | Saved by Public Vote                         |
| Live Finale              | "Old Man"                                        | Neil Young                   | May 18, 2015      | 12    | Winner                                       |
| Live Finale              | "Summer Breeze" (with Pharrell Williams)         | Seals and Crofts             | May 18, 2015      | 3     | Winner                                       |
| Live Finale              | "Please"                                         | Ray LaMontagne               | May 18, 2015      | 5     | Winner                                       |

## Discographie

### Extended plays
| Titre             | Détails                                                 | Classement | Classement |
| Titre             | Détails                                                 | US         | CAN        |
| ----------------- | ------------------------------------------------------- | ---------- | ---------- |
| Sawyer Fredericks | - Released: November 11, 2015 - Label: Republic Records | 49         | 96         |

### Singles
| Année | Titre         | Classement | Classement | Classement | Album                                       |
| Année | Titre         | US         | US Rock    | CAN        | Album                                       |
| ----- | ------------- | ---------- | ---------- | ---------- | ------------------------------------------- |
| 2015  | "Please"      | 37         | 3          | 60         | The Voice: The Complete Season 8 Collection |
| 2015  | "Take It All" | —          | —          | —          | Sawyer Fredericks                           |

### Paru lors deThe Voice

#### Albums
| Titre                                       | Détails                                                | Classement | Classement | Classement | Ventes       |
| Titre                                       | Détails                                                | US         | US Rock    | US Folk    | Ventes       |
| ------------------------------------------- | ------------------------------------------------------ | ---------- | ---------- | ---------- | ------------ |
| The Voice: The Complete Season 8 Collection | - Release date: May 19, 2015 - Label: Republic Records | 6          | 8          | 1          | - US: 41,000 |

#### Singles
| Année                                   | Titre                          | Classement | Classement | Classement | Classement | Album                                       |
| Année                                   | Titre                          | US         | US Rock    | US Country | CAN        | Album                                       |
| --------------------------------------- | ------------------------------ | ---------- | ---------- | ---------- | ---------- | ------------------------------------------- |
| 2015                                    | "I'm a Man of Constant Sorrow" | —          | —          | 33         | —          | The Voice: The Complete Season 8 Collection |
| 2015                                    | "Collide"                      | —          | 34         | —          | —          | The Voice: The Complete Season 8 Collection |
| 2015                                    | "Trouble"                      | 112        | 12         | —          | —          | The Voice: The Complete Season 8 Collection |
| 2015                                    | "Imagine"                      | 98         | 8          | —          | —          | The Voice: The Complete Season 8 Collection |
| 2015                                    | "Iris"                         | 100        | 10         | —          | —          | The Voice: The Complete Season 8 Collection |
| 2015                                    | "Simple Man"                   | 71         | 6          | —          | 82         | The Voice: The Complete Season 8 Collection |
| 2015                                    | "Take Me to the River"         | —          | 19         | —          | —          | The Voice: The Complete Season 8 Collection |
| 2015                                    | "Shine On"                     | 99         | 10         | —          | —          | The Voice: The Complete Season 8 Collection |
| 2015                                    | "For What It's Worth"          | 104        | 10         | —          | —          | The Voice: The Complete Season 8 Collection |
| 2015                                    | "A Thousand Years"             | 94         | —          | —          | —          | The Voice: The Complete Season 8 Collection |
| 2015                                    | "Old Man"                      | 63         | 6          | —          | 99         | The Voice: The Complete Season 8 Collection |
| "—" denotes releases that did not chart |                                |            |            |            |            |                                             |

### Music videos
| Année | Vidéo         | Réalisateur  |
| ----- | ------------- | ------------ |
| 2016  | "Take It All" | Chris Acosta |